# 北原安定
北原 安定（きたはら やすさだ、1914年11月5日 - 1994年4月1日）は、日本の逓信官僚、元電電公社副総裁および元NTT副社長。工学博士。

## 経歴
長野県上伊那郡高遠町（現伊那市）出身。第一早稲田高等学院、早稲田大学理工学部電気科を卒業し、逓信省に入省。電気通信省を経て、日本電信電話公社で、九州電気通信局長、施設局長、総務理事、技師長を歴任し、1977年に副総裁に就任した。
当時、世界最高水準であった電電公社の技術陣をまとめただけでなく、経営観点においても高い先見性を持っており、いち早くデータ通信の重要性を見出していた。
高度情報通信システムINS（Information Network System）を活用した将来的な、在宅勤務やオンラインショッピングなど、“電話”の次のネットビジネスを模索していた。
1979年にスイス・ジュネーブで開催された「テレコム･フォーラム」ではINSを提唱し、その後、自ら陣頭指揮を執って開発に力を注いだ。のちの情報社会の礎を築いた功績は大きい。